# Rivière Salée (Arizona)
Pour les articles homonymes, voir Rivière Salée.
La rivière Salée, en nahuatl Onk Akimel, en anglais Salt River, en espagnol Rio Salado, est un affluent de la Gila, long de 322 km, dans l'Arizona central dans les États-Unis, donc un sous-affluent du Colorado.

## Géographie
Elle se forme en Arizona oriental par la confluence des rivières Blanche et Noire dans la vallée entre Mogollon Rim et Natanes Plateau.
Elle passe dans la vallée entre les montagnes Mazatzal et de Superstition. Près de Fountain Hills elle est rejointe par la rivière Verde. Environ cinq milles au-dessous de ce point, le Barrage de Détournement de Granite Reef détourne toute l'eau restante dans les canaux Arizona et Sud.
D'ici, le lit de la rivière sort des montagnes et s'écoule devant Mesa, Tempe, Scottsdale et au sud de downtown Phoenix. À l'exception de Tempe Town Lake, la section de la rivière dans les villes est à sec, sauf lorsque des pluies torrentielles obligent à effectuer des délestages en amont au barrage de Stewert Mountain. Ainsi, des crues subites et dangereuses se produisent de temps en temps alors que la rivière était à sec auparavant, ce particulièrement pendant la mousson.

## Onk Akimel O'Odham
La tribu des Pimas, nom donné par les conquistadors (Akimel O'Odham, « les gens de la rivière »), les Onk Akimel O'Odham (« les gens de la rivière salée »), vivaient sur les rives de la rivière avant l'arrivée d'explorateurs espagnols.

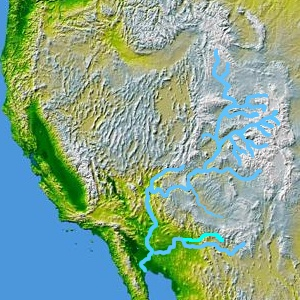
Carte du bassin fluvial de la rivière Salée

Leur mode de vie traditionnel (himdagĭ, parfois rendu en anglais par « Him-dak ») est toujours centré autour de la rivière, qu'ils considèrent comme sacrée. Traditionnellement, le sable des bords de la rivière est utilisé comme agent d'exfoliation en se baignant dans ses eaux (souvent pendant les pluies torrentielles de la « mousson », appellation locale, qui s'étend de juillet au début de septembre).
Aujourd'hui, la plus grande partie de la rivière qui traverse la réserve, est à sec pendant la majeure partie de l'année en raison des barrages en amont (barrage Roosevelt sur la Salt River inauguré en 1911). C'est une cause de grande colère parmi le peuple, particulièrement chez les aînés.
Cependant, de temps en temps, la « mousson » arrive plus tôt que d'habitude.
Dans les semaines suivant le 29 décembre 2004, quand brusquement une pluie torrentielle hivernale inonda des secteurs beaucoup plus en amont (au nord de l'Arizona), l'eau s'écoula vers les barrages à un niveau infiniment supérieur à celui de n'importe quelle époque (depuis les préparatifs du Tempe Town Lake Cardboard Boat Regatta en 1998). Cela a donné lieu à une célébration mineure par la Salt River Pima-Maricopa Indian Community.

## Zones protégées
- Salt River Canyon Wilderness